# L'Alexandréide
 (octobre 2016).
L’Alexandréide (ou L’Alessandréide, de son nom complet en latin Alexandreis, sive Gesta Alexandri Magni) est un poème épique de Gautier de Châtillon, composé entre 1178 et 1182, et réparti en dix livres.
Rapproché de l'Énéide de Virgile par son style et sa force d'évocation, il chante en 5464 hexamètres la vie et les exploits du conquérant Alexandre le Grand, et est aujourd'hui considéré comme « le poème épique […] le plus réussi que nous ait donné le Moyen Âge ». Il prend pour source principale les Histoires d'Alexandre le Grand de Quinte-Curce (Ier siècle).

## Résumé
Prologue
Livre I
Livre II
Livre III
Livre IV
Livre V
Livre VI
Livre VII
Livre VIII
Livre IX
Livre X

## Sources historiques
Le poème puise principalement ses sources dans les Histoires d'Alexandre le Grand de Quinte-Curce écrites très probablement au Ier siècle), et réparties également en dix livres ; il s'en inspire librement, tantôt puisant dans le détail le récit de certains épisodes, tantôt supprimant des passages entiers de sa source antique, peut-être inspiré par d'autres auteurs.

## Réception et influence
La mention dans l'œuvre : «...incidis in Scyllam cupiens vitare Charybdim... » (tombant sur Scylla en voulant éviter Charybde) serait le fondement de l'expression moderne « tomber de Charybde en Scylla » popularisée par Jean de La Fontaine dans sa fable La Vieille et les deux Servantes.

## Liste des éditions
Éditions anciennes

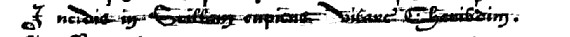
Extrait de l'édition de 1558 de l'Alexandréide, avec la citation.

- Alexandreidos Libri decem. Nunc primum in Gallia Gallicisque characteribus editi, Lyon, Robert Granjon, 1558.
- Alexandris, sive gesta Alexandri Magni. Herausgegeben von Athanasius Gugger von Berneck, Saint-Gall, Klosterdruckerei, 1659 ; Jacob Müller, Saint-Gall, 1693.

Éditions modernes
- Edition critique de référence: Marvin Colker (ed.), Galteri de Castellione Alexandreis, Padoue: Antenore (coll. Thesaurus

mundi), 1978.
- Traduction en espagnol : (es) Francisco Pejenaute Rubio (trad.), Alejandreida, Akal Ediciones, coll. « Akal clásicos latinos medievales y renacentistas », 2001, 326 p. (ISBN 978-8446006091).